# Pedro Rodríguez (kolarz)
Pedro Álvaro Rodríguez Rosero (ur. 18 października 1966 w Tulcán) – ekwadorski kolarz szosowy, brązowy medalista mistrzostw świata w kategorii amatorów.

## Kariera
Największy sukces w karierze Pedro Rodríguez osiągnął w 1995 roku, kiedy zdobył brązowy medal w wyścigu ze startu wspólnego amatorów podczas mistrzostw świata w Duitamie. W zawodach tych wyprzedzili go jedynie Holender Danny Nelissen oraz Włoch Daniele Sgnaolin. Był to jednak jedyny medal wywalczony przez Rodrígueza na międzynarodowej imprezie tej rangi. Ponadto pięciokrotnie zwyciężał w Vuelta al Ecuador, w latach 1988, 1990, 1991, 1993 i 1995. W 1996 roku wystartował w wyścigu ze startu wspólnego na igrzyskach olimpijskich w Atlancie, ale nie ukończył rywalizacji.